# Уоллес, Дэниел (писатель)
Дэниел Уоллес (англ. Daniel Wallace; род. 1959, Бирмингем, штат Алабама, США) — американский художник и писатель.
Автор рассказов и романов. Наиболее известная книга — «Крупная рыба: Роман мифологических пропорций» (1998), в 2003 году экранизированная Тимом Бёртоном.

## Жизнь
Уоллес родился в Бирмингеме, штат Алабама. Он учился в Университете Эмори и Университете Северной Каролины в Чапел-Хилл, изучая там английский язык и философию. Его первая работа состоялась в роли помощника ветеринара, чистящим клетки. Уоллес не окончил колледж до мая 2008 года, и вместо этого устроился на работу в торговую компанию в Нагое, Япония. В настоящее время он живет в Чапел-Хилл, Северная Каролина, с женой и сыном.
Дэниел рассказывает о своем детстве: «Я был нейтрален во всех отношениях. Я думаю, что мое детство было самой спокойной частью моей жизни». Однако он сообщает, что в его семье были перепалки: «Мой отец хотел, чтобы я работал с ним в его компании, занимающейся импортом и экспортом, и именно поэтому я пару лет жил в Японии. Это не делало меня счастливым, и правда в том, что у меня это не получалось. Я не был хорошим бизнесменом. Я старался. Поэтому я уволился»
После возвращения в Чапел-Хилл, Дэниел Уоллес тринадцать лет проработал в книжном магазине и совместно с этим — иллюстратором, где он разрабатывал поздравительные открытки и магниты на холодильник..
Постоянный мотив в его работах — стеклянные глаза. Уоллес заявлял в многочисленных интервью (в том числе в том, что было опубликовано на обложке издания «Big Fish»), что он коллекционирует глазные протезы.
О своих политических убеждениях Уоллес заявляет: «Справедливо сказать, что я левый от центра. Крайний левый». Дэниел  утверждает, что он агностик с точки зрения религиозных убеждений:«Я думаю, что многие люди отказываются от Иисуса, когда происходит что-то необъяснимое. Я пишу то, о чем не знал, что способен писать, и иногда это кажется волшебством. То же самое происходит, когда торнадо уносит чей-то дом, но его кот оказывается невредимым на дубе»

## Карьера писателя
Прежде чем самая известная книга Уоллеса «Большая рыба: роман мифических масштабов» была принята к публикации, он написал пять романов, которые до этого были отклонены издателями. С тех пор его книги были переведены на 18 языков . Дэниел говорит, что пытается писать все, что может, но в основном сосредотачивается на романах и сценариях.
Уоллес считает, что «искусство - это квинтэссенция опыта», что  «для письма нужны только ручка и бумага, а не краски, кисти, холсты, дорогая пленка или фотооборудование, поэтому это рассматривается как нечто, что «может сделать каждый»

О своих ранних произведениях Уоллес утверждает: 
«Иногда я задумываюсь, что я раньше был писателем намного лучше, чем сейчас. Мне нравились истории, которые я придумывал, и я был действительно удивлен, что смог собрать достаточно предложений, чтобы составить абзац. Это было похоже на волшебство, когда все маленькие черные отметины сошлись вместе. Похоже, я смеюсь над собой, но это не так. Однако я не мог видеть далеко за пределами этого. Чистое удовольствие от изобретений, от выдумывания затуманивалось над всем остальным. Я не мог отличить хорошую историю от хорошо рассказанной. Я написал триста страниц о паре близнецов-миллиардеров, каждый из которых весит чуть более 500 фунтов,  и которые «снимают» любовницу одного из своих друзей. И что я думал из этого выйдет? Ничего особенного. И я написал еще несколько таких же многообещающих книг. Я также наконец понял, что пишу такие книги, которые, как мне казалось, хотели бы читать другие, а не те, которые я хотел написать.»